# 蔷薇河 (新沭河)
蔷薇河，位于中国江苏省北部，为新沭河右岸支流，因沿河两岸盛开蔷薇花而得名。历史上蔷薇河洪涝灾害严重，经多次治理，今蔷薇河以新五河为主源，发源于新沂市高流镇耀南村附近，向东流经沭阳县茆圩乡，跨过沭新河，经桑墟镇、青伊湖镇后折向东北，进入东海县，经平明镇、张湾乡，大致沿东海县与连云港市边界北流，至临洪挡潮闸入新沭河。全长97公里，流域面积1816平方公里。